# Кордонский сельсовет
Кордонский сельсовет — упразднённое муниципальное образование со статусом сельского поселения и административно-территориальное образование в Залесовском районе Алтайского края России. Административный центр — село Кордон.
С 1 апреля 2021 года Кордонский сельсовет как муниципальное и административно-территориальное образование упразднён в связи с преобразованием Залесовского муниципального района в муниципальный округ.

## Население
| 1997 | 1998  | 1999  | 2000  | 2001  | 2002 |
| ---- | ----- | ----- | ----- | ----- | ---- |
| 1182 | ↘1092 | ↘1048 | ↘1042 | ↘1028 | ↘969 |
| 2003 | 2004  | 2005  | 2006  | 2007  | 2008 |
| ↘923 | ↗928  | ↘891  | ↘881  | ↘828  | ↘774 |
| 2009 | 2010  | 2011  | 2012  | 2013  | 2014 |
| ↘747 | ↘721  | ↘720  | ↘690  | ↘646  | ↘614 |
| 2015 | 2016  | 2017  | 2018  | 2019  | 2020 |
| ↘587 | ↘567  | ↘555  | ↘542  | ↘523  | ↘509 |
| 2021 |       |       |       |       |      |
| ↘479 |       |       |       |       |      |

По результатам Всероссийской переписи населения 2010 года, численность населения муниципального образования составила 721 человек, в том числе 366 мужчин и 355 женщин. Оценка Росстата на 1 января 2012 года — 690 человек.

## Населённые пункты
В состав сельского поселения входит один населённый пункт — село Кордон.